# Mission Point (California)
Mission Point (lit., 'punta [de la] Misión'), localmente conocido como "Mission Peak" ('pico [de la] Misión'), es una baja montaña del  sur de California, una estribación de Oat Mountain en el condado de Los Ángeles. Con 844,6 m de altitud, es el segundo punto más alto de la sierra de Santa Susana, después de Oat Mountain.

## Geografía
Mission Point se encuentra en el extremo oriental de la sierra de Santa Susana. El paso de Newhall se encuentra al este, separando las sierras de Santa Susana y San Gabriel. Mission Point está ubicado sobre Aliso Canyon, al norte de la ruta estatal de California 118 (autopista Ronald Reagan) entre Porter Ranch y Granada Hills en el valle de San Fernando.

## Recreación
El senderismo y el ciclismo de montaña son populares en esta zona. La vista desde la cima de Mission Point es sorprendente y abarca la mayor parte del valle de San Fernando. Cuando el clima está claro, se puede ver el océano Pacífico y el centro de Los Ángeles . Una vez en la cima, hay un monumento dedicado al Dr. Mario A. De Campos (26/5/1924– 17/2/1984) con la inscripción:

Share this peaceful retreat and enjoy the beauty.—Mario's Friends 5/26/1984
Comparta este tranquilo retiro y disfrute de la belleza.—Amigos de Mario 26/5/1984

Hay al menos dos senderos hasta Mission Point. Uno comienza al final (el más alejado de la entrada) del Parque O'Melveny en Granada Hills. Se continúa hasta llegar a una bifurcación y se toma el sendero que sube. El otro comienza al final de Neon Way, una calle residencial. Hay a un estanque (con peces vivos) al este del sendero cerca del comienzo (abajo). Desde ese comienzo, verá una línea de gas que también sube a Mission Point. Para aquellos ansiosos por un desafío, es posible subir directamente en paralelo con la línea de gas.

### Cierre de parte del sendero
A partir de octubre de 2007, la Southern California Gas Company cerró algunas áreas cerca de la cumbre de Mission Point; la cumbre sigue accesible por medio de un sendero nuevamente cortado. El área noreste de Mission Point, es parte de los 500 acres de la Michael D. Antonovich Open Space Preserve la cual fue dedicada 12 de agosto de 2002.